# Franciszek Mikrut
Franciszek Mikrut (ur. 10 stycznia 1912 w Wiewiórce, zm. 1 maja 2007) – polski lekkoatleta specjalizujący się w rzucie oszczepem.
Reprezentant Sokoła Koronowo (1927-31), Warty Poznań (1932-34), Sokoła Bydgoszcz (1935-38), Sokoła Gdynia (1939). Jego pełny i właściwy rozwój został jednak zahamowany w następstwie silnej kontuzji ręki, doznanej w okresie przynależności do KS Warta Poznań. 
Startował również po drugiej wojnie światowej w klubach: HKS Bydgoszcz (1945-47), Gwardia Bydgoszcz (1949-51) oraz Unia Świecie (1954). 
Dwukrotny mistrz Polski (1931 i 1939), trzykrotny wicemistrz (1932, 1938 i 1946), a także brązowy medalista z 1945. Trzykrotny rekordzista Polski w rzucie oszczepem. W 1931 roku zajął 5. miejsce w corocznym plebiscycie „Przeglądu Sportowego”. Rekord życiowy: 63,27 m (Gdynia, 25 czerwca 1939 r.).
Jedenastokrotny reprezentant Polski w meczach międzypaństwowych w latach 1930-38. W 1931 r. w meczu Polska-Węgry był drugi z wynikiem 59,16 m (rekord Polski). Odniósł zwycięstwo  w spotkaniu Polska-Włochy z wynikiem 60,22 m (rekord Polski). W 1938 r. w meczu  Niemcy-Polska był trzeci z wynikiem 57,41 m, a drugi w meczu Rumunia-Polska z wynikiem 59,81 m. Zwyciężył w meczu Polska-Francja z wynikiem 61,12 m.
Po drugiej wojnie światowej organizator sportowy, a następnie działacz i instruktor w Harcerskim Klubie Sportowym i LZS. Po zakończeniu kariery był trenerem i wytwórcą sprzętu sportowego.
Jego bracia Władysław i Albin także byli znanymi oszczepnikami. Bracia Mikrut (Franciszek, Władysław i Albin) byli lekkoatletami osiągającymi liczne sukcesy. By uczcić ich pamięć nadano hali widowiskowo-sportowej w Koronowie imię Braci Mikrutów. Co roku w Koronowie odbywają się również biegi im. Braci Mikrutów.